# جورج دورن
جورج دورن هو سياسي أمريكي، ولد في 1836 في أوهايو في الولايات المتحدة، وتوفي في 1891 في تشيكو في الولايات المتحدة.